# Kolkali

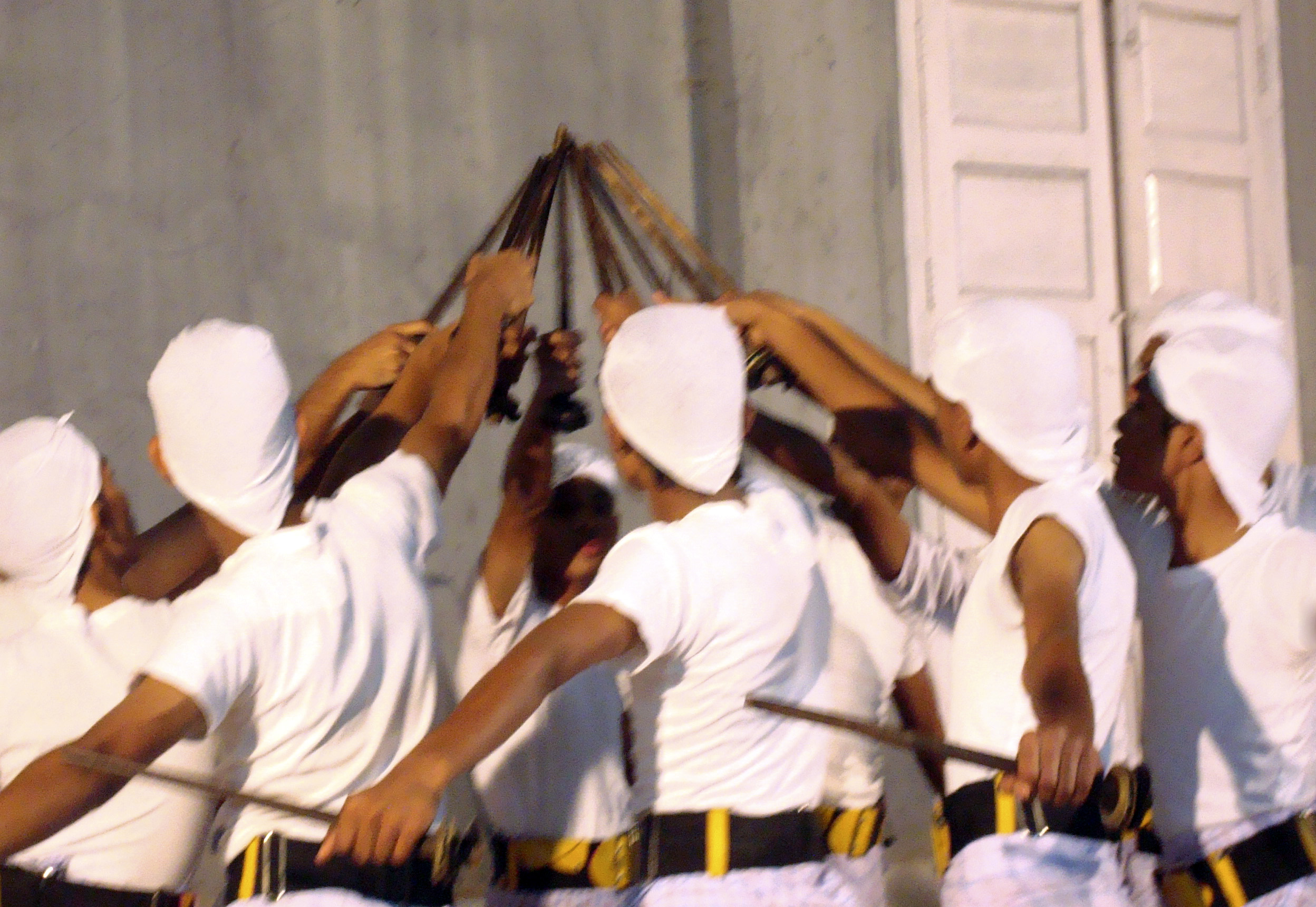
Presentación de kolkkali en Thrissur, Kerala, en diciembre de 2010.

Kolkali o kolkkali es una danza y arte marcial proveniente del sur de India, en el estado de Kerala. Los intérpretes o bailarines, armados con pares de varillas cortas de metal, se desplazan en círculos alrededor de un nilavilakku, mientras cantan y bailan haciendo chocar rítmicamente sus varillas con las de sus compañeros. En la zona de Malabar, al norte de Kerala, es más popular entre los hombres musulmanes.